# Будинок сонця, що сходить
Будинок сонця, що сходить (пол. Dom Wschodzącego Słońca) — 17-ти поверховий хмарочос у Кракові, Польща, висотою близько 65 м. Побудований на перетині вулиць Братиславської та  Медсестер.
Будівля складається з двох окремих частин, з'єднаних дахом та спільним підвалом. Будинок включає в себе, в основному, житлові приміщення, а також заклади громадського обслуговування, наприклад готель "Aspel". Проект будинку сонця, що сходить, розроблявся польським проектним бюро «B2 Studio».